# Міжпроцесорне переривання
Міжпроцесорне переривання (англ. inter-processor interrupt, IPI) — спеціальний тип переривання, за допомогою якого один процесор може надсилати спеціальні повідомлення іншим процесорам багатопроцесорної обчислювальної системи. Прикладами таких повідомлень або запитів можуть бути
- запит MMU на синхронізацію кешів (таких як TLB) на інших процесорах, у випадку, коли один з процесорів змінив відображення (англ. mapping) пам'яті;
- старт або зупинка процесорів або ядер.

## Історія
Спеціальна версія M65MP операційної системи OS/360 використовувала так зване «пряме керування» (англ. Direct Control feature) машини IBM System/360, щоб згенерувати переривання у іншому процесорі. Більш формалізований інтерфейс у вигляді спеціальної інструкції SIGNAL PROCESSOR з'явився у IBM System/370, і продовжує використовуватися у z/Architecture.

## Архітектура x86
У IBM PC-сумісних комп'ютерах, що мають контролер переривань APIC, надсилання міжпроцесорних переривань часто здійснюється саме за допомогою APIC. Коли процесорові треба надіслати переривання до іншого процесора, вектор переривань і ідентифікатор LAPIC цільового процесора програмується у спеціальний регістр ICR (англ. Interrupt Command Register) «свого» контролера APIC. Після цього «свій» APIC надсилає повідомлення цільовому контролерові APIC, який викликає переривання потрібного процесора чи ядра.

## Архітектура ARM
У сучасних процесорах архітектури ARM надсилання міжпроцесорних переривань здійснюється за допомогою контролера переривань GIC.
Зокрема, механізм IPI потрібен для запуску процесорних ядер: після початкового запуску системи команди виконує лише одне «основне» ядро (англ. primary core); всі інші ядра знаходяться у стані «чекання на переривання» (у цей стан ядро переводиться інструкцією WFI, англ. Wait For Interrupt). Для того, щоб запустити допоміжне ядро, у GIC треба запрограмувати початкову адресу виконання, а потім (теж за допомогою GIC) надіслати цільовому ядру програмно-генероване переривання (англ. Software Generated Interrupt, SGI).

## Приклади використання у операційних системах
У багатопроцесорній системі під керуванням Microsoft Windows процесор може переривати інший процесор з наступних причин (на додачу до вже наведених вище):
1. запит на диспетчеризацію переривання (DISPATCH_LEVEL), що в підсумку запускає новий потік виконання;
2. точка зупину налагоджувача ядра[en].

У Microsoft Windows міжпроцесорні переривання мають IRQL 29.